# Verein zur Erstellung neuer Geschichtslehrbücher

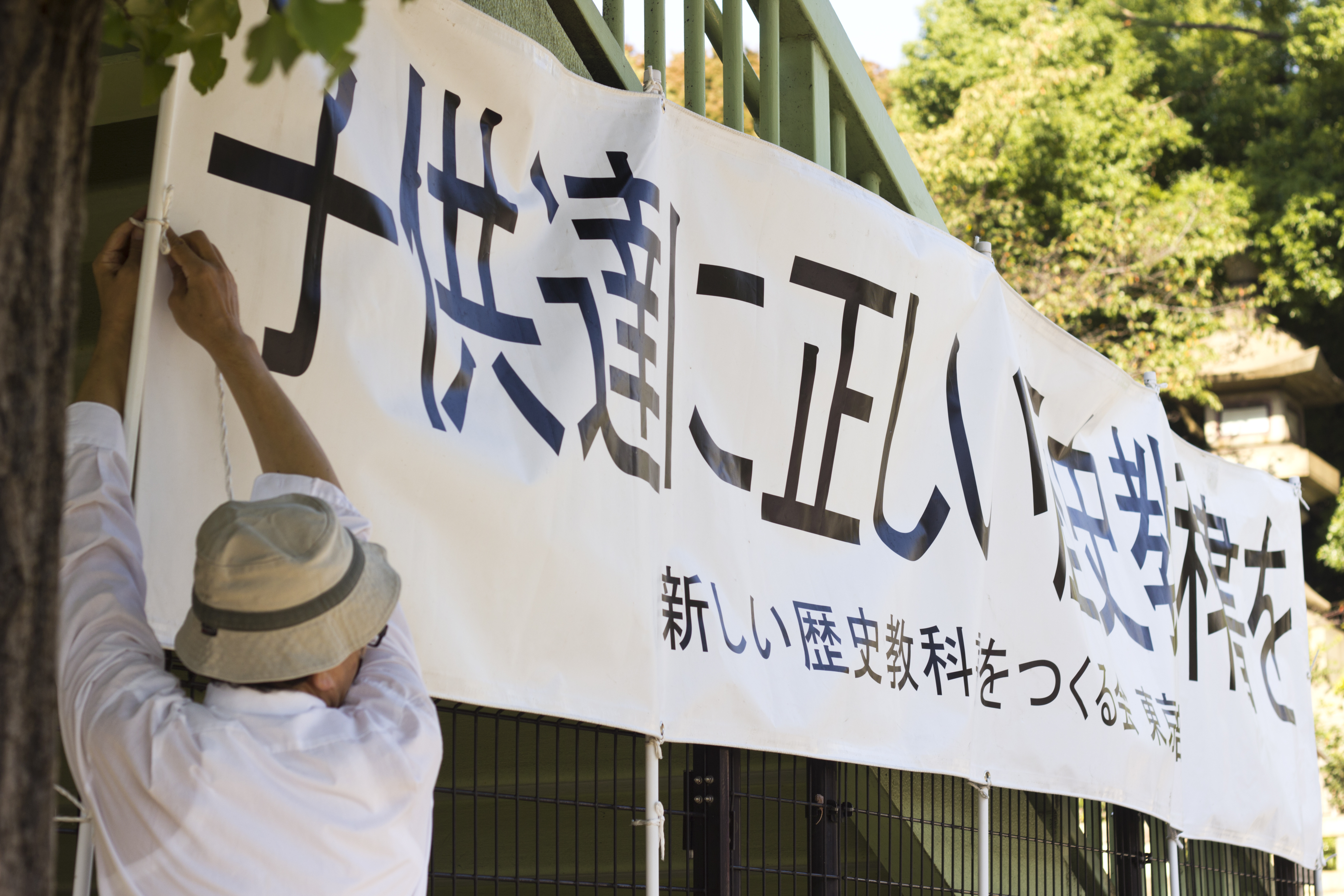

Der Verein zur Erstellung neuer Geschichtslehrbücher (japanisch 新しい歴史教科書をつくる会 Atarashii rekishi kyōkasho o tsukuru kai, kurz: Tsukurukai) wurde 1996 von Kobayashi Yoshinori gegründet und ist Nachfolger des „Vereins zur liberalistischen Geschichtsauffassung und Forschung“, (ehemals „Verein für die Förderung liberaler Geschichtsbetrachtung“ 自由主義史観研究会 Jiyūshugi Shikankenkyū Kai).
Ziel des geschichtsrevisionistischen Vereins ist es, durch die Änderung der Perspektive der Geschichtsschreibung Nationalstolz, Nationalbewusstsein und Patriotismus in der japanischen Jugend zu fördern. Er richtet sich damit gegen die herrschende wissenschaftliche und kriegskritische Geschichtsschreibung, die als „masochistisch“ (自虐 jigyaku) und marxistisch bezeichnet wird, da diese sich zu sehr auf die dunklen Seiten der japanischen Geschichte fokussiere. Durch seine kriegsverherrlichenden Schriften und relativierenden Medienkampagnen stellt der Verein ein Problem für die Versöhnung Japans mit China und Südkorea dar. Unterstützung erhält der Verein dabei aus rechtspolitischen (insbesondere LDP) und wirtschaftlichen Kreisen. Der Verein beteiligt sich unter anderem auch an Debatten zur Aufhebung des Kriegsverzichtsartikels der japanischen Verfassung.
1999 überstieg die Mitgliederanzahl erstmals 10.000 Mitglieder.

## Geschichtsschreibung
In der Geschichtsschreibung des Tsukurukai wird Japan als feste Einheit von Volk, Nation und Land dargestellt, die seit Urzeiten kontinuierlich Bestand habe. Besonders hervorgehoben werden die positiven Aspekte der japanischen Geschichte. Dabei werden die Errungenschaften Japans mit denen der Welt, vor allem denen des Westens und der asiatischen Nachbarn verglichen. In diesem Vergleich wird die Stellung Japans betont, als dem Westen mindestens gleichwertig und den asiatischen Nachbarn deutlich überlegen. Es wird gar eine gewisse Verachtung für die Nachbarn deutlich, die als unterentwickelt und unterlegen präsentiert werden.
Der Pazifikkrieg und damit der Zweite Weltkrieg wird als glorreicher Befreiungskrieg dargestellt, den Japan führte, um Asien vor dem Imperialismus des Westens zu beschützen (vgl. Großostasiatische Wohlstandssphäre). Der japanische Imperialismus und Kolonialismus wird dabei völlig ausgeblendet. Darüber hinaus werden der anti-japanische Widerstand, die negativen Folgen des Krieges und japanische Kriegsverbrechen – wie etwa das Nanjing-Massaker, Einheit 731 oder die „Trostfrauen“ – nicht erwähnt. Vielmehr wird Krieg als akzeptables Mittel zur Lösung von internationalen Konflikten legitimiert.

## Veröffentlichungen
- Atarashii rekishi kyōkasho (新しい歴史教科書, „Neues Geschichtslehrbuch“), Fusōsha, 2001, ISBN 4-594-03155-2
- Atarashii kōmin kyōkasho (新しい公民教科書, „Neues Bürger-Lehrbuch“), Fusōsha, 2001, ISBN 4-594-03156-0

## Kritik
Sowohl Atarashii rekishi kyōkasho als auch Atarashii kōmin kyōkasho wurden 2001 vom japanischen Kultusministerium für den Schulunterricht offiziell zugelassen. Die Zulassung sorgte wegen der Fehlerhaftigkeit und des Nationalismus der Bücher für große Überraschung und Empörung in der japanischen Gesellschaft, in Akademikerkreisen und in Japans Nachbarstaaten Südkorea und China. Die Bücher wurden unter anderem dahingehend kritisiert, dass sie viele inhaltliche Fehler enthielten, eine einseitige, willkürliche oder verzerrte Geschichtsdarstellung präsentierten, japanische Mythen mit Fakten zu unterlegen versuchten und aktuelle politische Themen ansprächen, also für den Schulunterricht gänzlich ungeeignet seien. Auf die Zulassung folgten öffentliche Proteste gegen die Verwendung der Bücher an Schulen und ein Verein zur Aufzeigung der Fehler des Atarashii kōmin kyōkasho wurde gegründet.
Nach einer Umfrage vom August 2001 verwendete keine staatliche Schule das Atarashii rekishii kyōkasho, sondern nur einige private Schulen, womit das Buch von insgesamt 0,03 % der Schüler verwendet wurde. Nach Angaben des Bildungsministeriums waren es 2004 dann etwa 0,1 % und es wurde ebenfalls in den Schulbezirken von Matsuyama, Imabari und Uwajima an öffentlichen Schulen verwendet. Bis Juni 2004 verkaufte es sich mit 600.000 Exemplaren außergewöhnlich gut für ein Lehrbuch.